# Callisaurus draconoides
Callisaurus draconoides е вид влечуго от семейство Phrynosomatidae. Видът не е застрашен от изчезване.

## Разпространение и местообитание
Разпространен е в Мексико и САЩ.
Обитава райони с умерен климат, национални паркове, наводнени райони, места с песъчлива и суха почва, пустинни области, възвишения, каньони, поляни, храсталаци, дюни, крайбрежия и плажове.

## Описание
Популацията на вида е стабилна.